# Acrolophitus hirtipes
Acrolophitus hirtipes is een rechtvleugelig insect uit de familie van de veldsprinkhanen (Acrididae). De wetenschappelijke naam van deze soort is voor het eerst geldig gepubliceerd in 1825 door Thomas Say.